# Strauss (apellido)
Strauss o Strauß es un apellido de origen alemán bastante común en los países donde se habla dicho idioma. Existen variantes como Straus, Strouse (transliteraciones en inglés y francés) o Štraus (transliteración en checo y serbocroata). En Suiza casi exclusivamente se usa la forma Strauss puesto que en el alemán suizo no se utiliza la letra ß . Posiblemente por equivocaciones al ser escrito han surgido los apellidos Straub y Stras.
En los países anglófonos se ha confundido frecuentemente Strauss con las palabras alemanas parófonas Straße o Strasse (‘calle’) y de este modo en ciertas ocasiones los inmigrantes y sus descendientes han visto modificados sus apellidos en la forma Street (en inglés: ‘calle’).
El origen de este nombre, etimológicamente, se encuentra en la palabra del alto alemán medio strūʒ cuyo significado es ‘pelea’, 'riña', 'discordia', 'combate', 'resistencia'. En alemán normativo actual el significado de la palabra Strauss es el de avestruz.